# 天狼星UFO太空科學研究中心
天狼星UFO太空科學研究中心（土耳其語：Sirius UFO Uzay Bilimleri Araştırma Merkezi）是土耳其的UFO研究團體，於1998年5月成立。創始人及現任主席為海克潭·阿克多甘。
1999年舉辦首屆土耳其國際UFO大會。之後陸續在2000年、2001年和2009年舉辦第二、三、四屆的國際UFO大會。
2001年，該組織建立了伊斯坦堡國際UFO博物館。

## 外部連結
- 官方网站（土耳其文）